# Trends in Urology and Men's Health
Trends in Urology and Men's Health es una revista académica de urología y salud masculina revisada por pares, dirigida a urólogos, consultores de VIH, médicos de hospitales, médicos generales y enfermeras especializadas, que cubre temas que afectan particularmente a los hombres, incluidas las enfermedades cardiovasculares, urológicas, sexuales y problemas de salud mental. Su editor en jefe es Roger Kirby, el editor es Mike Kirby y el editor de EE. UU. es Culley Carson. Wiley lo publica seis veces al año.